# Eucestoda
Eucestoda zijn een onderklasse van de platwormen (Platyhelminthes).

## Taxonomie
De volgende taxa worden bij de onderklasse ingedeeld:
- Orde Bothriocephalidea
  - Familie Bothriocephalidae Blanchard, 1849
  - Familie Echinophallidae Schumacher, 1914
  - Familie Triaenophoridae Lönnberg, 1889
    - = Philobythiidae Campbell, 1977

  - Familie Bothriocephalidea incertae sedis 
    - = Philobythiidae Campbell, 1977
- Orde Caryophyllidea
  - Familie Capingentidae Hunter, 1930
  - Familie Caryophyllaeidae Leuckart, 1878
  - Familie Lytocestidae Hunter, 1927
- Orde Cathetocephalidea
  - Familie Cathetocephalidae Dailey & Overstreet, 1973
  - Familie Disculicepitidae Joyeux & Baer, 1936
- Orde Cyclophyllidea
  - Familie Acoleidae Fuhrmann, 1899
  - Familie Amabiliidae Braun, 1900
  - Familie Davaineidae Braun, 1900
  - Familie Dilepididae Railliet & Henry, 1909
  - Familie Diploposthidae Poche, 1926
  - Familie Gryporhynchidae Spassky & Spasskaya, 1973
  - Familie Hymenolepididae Ariola, 1899
  - Familie Progynotaeniidae Fuhrmann, 1936
  - Familie Schistotaeniidae Johri, 1959
  - Familie Taeniidae Ludwig, 1886 ("echte lintwormen")
- Orde Diphyllidea
  - Familie Echinobothriidae Perrier, 1897
    - = Ditrachybothridiidae Schmidt, 1970
    - = Macrobothridiidae Khalil & Abdul-Salam, 1989
- Orde Diphyllobothriidea
  - Familie Cephalochlamydidae Yamaguti, 1959
  - Familie Diphyllobothriidae Lühe, 1910
  - Familie Solenophoridae Monticelli & Crety, 1891
    - = Scyphocephalidae Freze, 1974
- Orde Haplobothriidea
  - Familie Haplobothriidae Cooper, 1917
- Orde Lecanicephalidea
  - Familie Aberrapecidae Jensen, Caira, Cielocha, Littlewood & Waeschenbach, 2016
  - Familie Cephalobothriidae Pintner, 1928
    - = Adelobothriidae Yamaguti, 1959

  - Familie Eniochobothriidae Jensen, Caira, Cielocha, Littlewood & Waeschenbach, 2016
  - Familie Lecanicephalidae Braun, 1900
  - Familie Paraberrapecidae Jensen, Caira, Cielocha, Littlewood & Waeschenbach, 2016
  - Familie Polycephalidae
  - Familie Polypocephalidae Meggitt, 1924
    - = Anteroporidae Euzet, 1994

  - Familie Tetragonocephalidae Yamaguti, 1959
  - Familie Zanobatocestidae Jensen, Caira, Cielocha, Littlewood & Waeschenbach, 2016
  - Familie Lecanicephalidea incertae sedis
- Orde Litobothriidea
  - Familie Litobothriidae Dailey, 1969
- Orde Nippotaeniidea
  - Familie Nippotaeniidae Yamaguti, 1939
- Orde Onchoproteocephalidea
  - Geslacht Matticestus Caira, Jensen & Fyler, 2018
  - Familie Onchobothriidae Braun, 1900
  - Familie Prosobothriidae Baer & Euzet, 1955
  - Familie Proteocephalidae La Rue, 1911
- Orde Phyllobothriidea
  - Familie Chimaerocestidae Williams & Bray, 1984
  - Familie Phyllobothriidae Braun, 1900
- Orde Rhinebothriidea
  - Familie Anthocephaliidae Runhke, Caira & Cox, 2015
  - Familie Echeneibothriidae de Beauchamp, 1905
  - Familie Escherbothriidae Ruhkne, Caira & Cox, 2015
  - Familie Rhinebothriidae Euzet, 1953
- Orde Spathebothriidea
  - Familie Acrobothriidae Olsson, 1872
  - Familie Spathebothriidae Yamaguti, 1934
- Orde Tetrabothriidea
  - Familie Tetrabothriidae
- Orde Tetraphyllidea
  - Familie Balanobothriidae Pintner, 1928
  - Familie Calliobothriidae Perrier, 1897
  - Familie Dioecotaeniidae Schmidt, 1969
  - Familie Gastrolecithidae Euzet, 1955
    - = Reesiidae Euzet, 1959

  - Familie Rhoptrobothriidae Caira, Jensen & Ruhnke, 2017
  - Familie Serendipidae Brooks & Barriga, 1995
    - = Glyphobothriidae Monks, Pulido-Flores & Gardner, 2015

  - Familie Shindeobothriiidae Shinde & Chincholikar, 1975
  - Familie Triloculariidae Yamaguti, 1959
  - Familie Tetraphyllidea incertae sedis
- Orde Trypanorhyncha
  - Familie Pseudonybeliniidae
  - Familie Trypanorhyncha incertae sedis
  - Onderorde Trypanobatoida
    - Superfamilie Eutetrarhynchoidea Guiart, 1927
      - Familie Eutetrarhynchidae Guiart, 1927
        - = Tetrarhynchobothriidae Dollfus, 1969

      - Familie Mixodigmatidae Dailey & Vogelbein, 1982
      - Familie Progrillotiidae Palm, 2004
      - Familie Rhinoptericolidae Carvajal & Campbell, 1975
        - = Shirleyrhynchidae Campbell & Beveridge, 1994

    - Superfamilie Tentacularioidea Poche, 1926
      - Familie Kotorellidae Euzet & Radujkovic, 1989
      - Familie Nybeliniidae Poche, 1926
      - Familie Rufferidae Guiart, 1937
      - Familie Sphyriocephalidae Pintner, 1913
        - = Hepatoxylidae Dollfus, 1940

      - Familie Tentaculariidae Poche, 1926

  - Onderorde Trypanoselachoida
    - Superfamilie Gymnorhynchoidea Dollfus, 1935
      - Familie Aporhynchidae Poche, 1926
      - Familie Gilquiniidae Dollfus, 1935
      - Familie Gymnorhynchidae Dollfus, 1935
        - = Molicolidae Beveridge & Campbell, 1989

      - Familie Rhopalothylacidae Guiart, 1935

    - Superfamilie Lacistorhynchoidea Guiart, 1927
      - Familie Lacistorhynchidae Guiart, 1937
        - = Dasyrhynchidae Dollfus, 1935
        - = Grillotiidae Dollfus, 1960
        - = Mustelicolidae Dollfus, 1969

      - Familie Pterobothriidae Pintner, 1931

    - Superfamilie Otobothrioidea Dollfus, 1942
      - Familie Otobothriidae Dollfus, 1942
      - Familie Paranybeliniidae Schmidt, 1970
      - Familie Pseudotobothriidae Palm, 1995
- Orde Eucestoda incertae sedis